# Berliner Verkehrsbetriebe
La Berliner Verkehrsbetriebe (letteralmente: "Imprese berlinesi di trasporto"), nota anche con la sigla BVG, è un'azienda tedesca che gestisce il trasporto pubblico (esclusa la rete S-Bahn) nella città di Berlino.

## Storia
La società venne fondata il 1º gennaio 1929 con il nome Berliner Verkehrs-AG (BVG) ("Trasporti berlinesi"), dalla fusione della Berliner Straßenbahn-Betriebs-GmbH (Servizio Tranviario Berlinese), che gestiva la rete tranviaria, con la Allgemeine Berliner Omnibus AG (ABOAG), che gestiva i servizi automobilistici, e la Gesellschaft für elektrische Hoch- und Untergrundbahnen in Berlin, che gestiva la metropolitana (U-Bahn).
Il 1º gennaio 1938 la società mutò nome in Berliner Verkehrs-Betriebe, mantenendo la sigla BVG.
Successivamente alla divisione della città in 2 parti, poiché la BVG aveva sede nei settori occidentali (e precisamente nel distretto di Schöneberg), il 1º agosto 1949 l'amministrazione del settore sovietico fondò una compagnia con lo stesso nome, nota ad ovest come BVG (Ost); questa società cambiò nome nel 1969, divenendo VEB Kombinat Berliner Verkehrsbetriebe (BVB).
Dal 1984 la BVG gestì il servizio ferroviario sulla S-Bahn di Berlino Ovest, dismesso dall'amministrazione ferroviaria orientale Deutsche Reichsbahn, cedendolo infine nel 1995 alla nuova Deutsche Bahn.
La BVG di Berlino Ovest e la BVB di Berlino Est furono unificate successivamente alla riunificazione tedesca, il 1º gennaio 1992, formando l'attuale Berliner Verkehrsbetriebe (BVG).

## Organizzazione

### Organigramma
La BVG è parte del consorzio VBB (Verkehrsverbund Berlin-Brandenburg, Associazione dei trasporti Berlino-Brandeburgo) gestita totalmente dal Governo Federale di Berlino.
| Persona            | Incarico                             |
| ------------------ | ------------------------------------ |
| Andreas Sturmowski | Presidente                           |
| Thomas Necker      | Amministratore delegato              |
| Lothar Zweiniger   | Amm. del personale, rapporti sociali |

### Area di gestione
L'area dei trasporti pubblici gestiti dalla BVG copre la capitale tedesca, ad eccezione di alcune linee automobilistiche e tramviarie periferiche gestite da altre società.

## Esercizio

### Linee
L'azienda gestisce 9 linee di metropolitana, una rete di complessivi 144,2 km con 192 stazioni, 27 tranvie (187,7 km), 161 autolinee (1271 km) e inoltre 6 linee di battelli (6,9 km).

### Parco aziendale
La flotta della BVG è formata da 1361 vagoni di metropolitana, 602 tram e 1426 autobus.

## Sede centrale

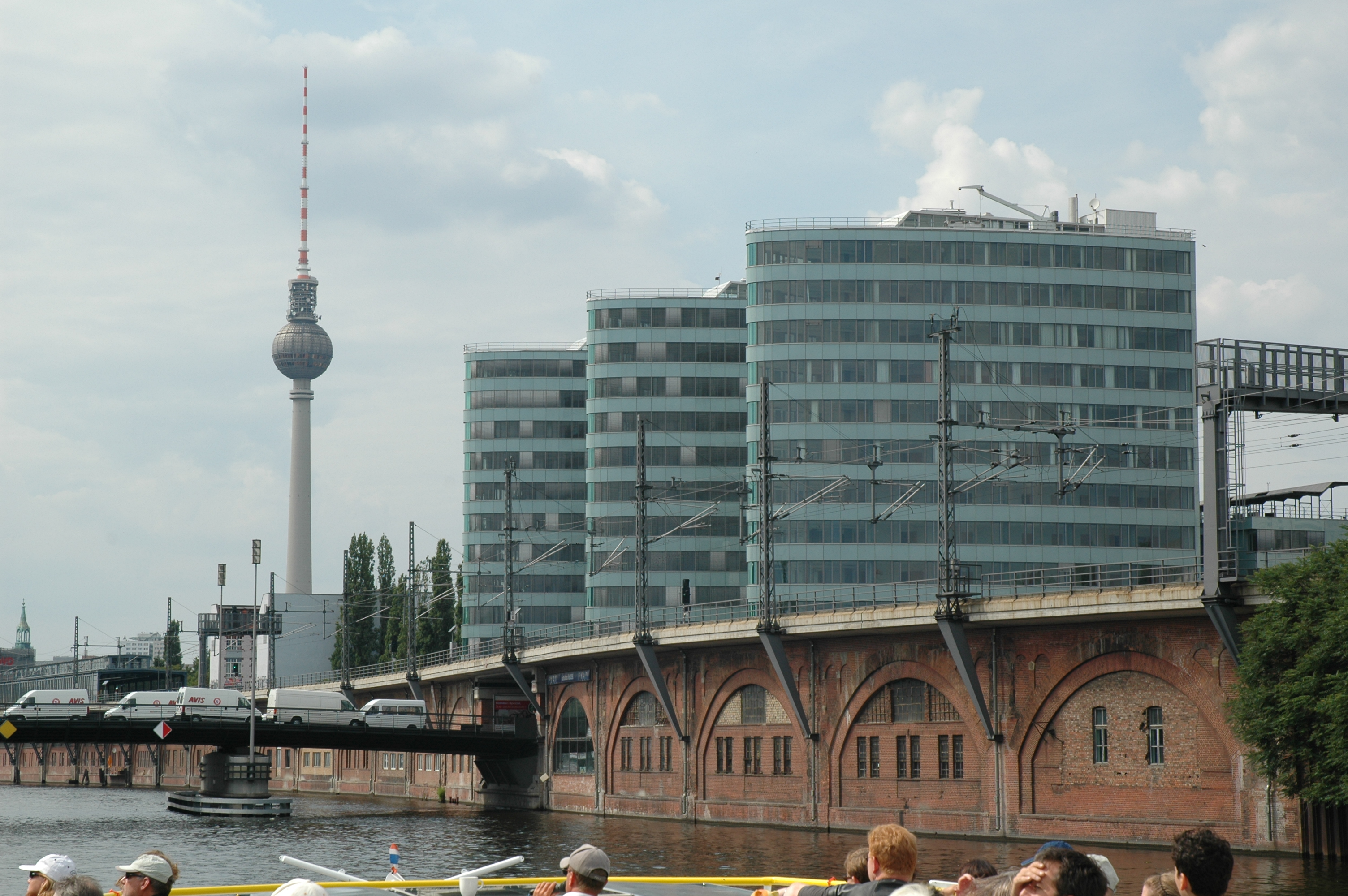
Sede centrale della BVG

La sede centrale della BVG fu per decenni in un imponente edificio su Potsdamer Straße, nel quartiere di Schöneberg; dal 2008 la società si è trasferita nel complesso direzionale Trias, nel quartiere di Friedrichshain, in Holzmarktstraße, tra il Michaelbrücke e il Jannowitzbrücke.